# Frank Munro
Pour les articles homonymes, voir Munro (homonymie).
Francis Michael Munro, couramment appelé Frank Munro, est un footballeur international puis entraîneur écossais, né le 25 octobre 1947, à Broughty Ferry (en), Dundee et décédé le 16 août 2011 . Évoluant au poste de défenseur central, il est particulièrement connu pour ses saisons à Wolverhampton Wanderers.
Il compte 9 sélections en équipe d'Écosse.

## Biographie

### Carrière en club
Natif de Broughty Ferry (en), Dundee, il joue dans les équipes juniors de Chelsea en Angleterreen 1961-62, mais il n'est pas retenu pour passer professionnel. Revenu dans son Écosse natale, il arrive à se faire engager comme professionnel par Dundee United en 1964.
Deux années après, il s'engage pour Aberdeen lors d'un transfert d'un montant de 10.000 £. Sa première saison est une grande réussite, il termine deuxième du championnat d'Écosse et va jusqu'en finale de la Coupe, battu 2-0 par le champion, le Celtic, ce qui permet à son club de se qualifier pour la Coupe d'Europe des vainqueurs de Coupes.
À l'été 1967, Aberdeen participe à la première saison de l'United Soccer Association (en), une ligue de football nord-américaine, tout juste créée et qui a demandé à des équipes européennes de concourir sous des noms de franchises américaines, pour lancer le football aux États-Unis. Aberdeen joue ainsi sous le nom de Washington Whips (en) et remporte la conférence Est mais perd 5-6 en finale contre les Wolves de Los Angeles (qui étaient en fait l'équipe anglaise des Wolverhampton Wanderers). Au cours de cette finale perdue, Munro inscrit un coup du chapeau, ce qui attire l'attention de l'entraîneur des Wolves, Ronnie Allen, qui tient alors absolument à l'engager.
En octobre 1968, Munro s'engage donc pour Wolverhampton Wanderers, lors d'un transfert d'un montant de 55.000 £. Il dispute un total de 371 matches pour 18 buts inscrits pour les Wolves (dont 296 matches et 14 buts en championnat).
Après avoir remporté la première édition de la Texaco Cup en 1971, il atteint la finale de la première édition de la Coupe de l'UEFA en 1972, marquant un but lors de chacun des deux matches de la demi-finale contre les hongrois de Ferencváros, mais perdant finalement contre Tottenham 2-3 en score cumulé en finale.
Il remporte la Coupe de la Ligue anglaise en 1974 après avoir battu Manchester City 2-1 en finale.
Après avoir connu la relégation en deuxième division après la saison 1975-76, il aide son club à remonter directement dans l'élite dès la saison suivante puis retourne en Écosse, en étant recruté par le Celtic en décembre 1977 pour un montant de 20.000 £. Il s'agit du dernier achat de joueur effectué par le mythique entraîneur Jock Stein au Celtic. Il avait été acheté pour être le remplaçant de Pat Stanton, blessé pour une assez longue durée.
Son passage au Celtic n'ayant pas été une réussite (malgré une présence en finale de la Coupe de la Ligue écossaise en 1978), il est libéré de son contrat à l'été 1978. Il décide alors de partir pour un tout nouveau challenge aux antipodes, s'engageant pour le club australien de South Melbourne Hellas, entraîné par un ancien coéquipier des Wolverhampton Wanderers, Dave MacLaren (en). Même si son engagement pour South Melbourne Hellas ne devait être au départ que de très courte durée, il s'y engage de manière permanente pour une saison entière.
Il s'engage ensuite comme joueur-entraîneur du club écossais d'Albion Rovers, ne jouant jamais et démissionnant par la suite de son rôle de joueur pour ne rester qu'entraîneur, avant de retourner en Australie pour entraîner les Geelong Rangers (en), connus alors sous le nom d'Hamlyn Rangers, puis Keilor Park SC (en), connus alors sous le nom de Keilor Australia.
Il retourne vivre en Angleterre en 1991 et s'installe à Wolverhampton avec sa compagne, Naomi. Il souffre d'une attaque au début des années 2000, ce qui l'oblige à passer le restant de sa vie en chaise roulante. Il décède le 16 août 2011 d'un accident vasculaire cérébrale et de difficultés respiratoires aggravées.

### Carrière internationale
Frank Munro reçoit 9 sélections en faveur de l'équipe d'Écosse. Il joue son premier match le 18 mai 1971, pour une défaite 0-1, à l'Hampden Park de Glasgow, contre l'Irlande du Nord en British Home Championship. Il reçoit sa dernière sélection le 1er juin 1975, pour un match nul 1-1, au Stadionul Național de Bucarest, contre la Roumanie lors des éliminatoires de l'Euro 1976. Il n'inscrit aucun but lors de ses 9 sélections.
Il participe avec l'Écosse aux éliminatoires de l'Euro 1972, à ceux de l'Euro 1976 et aux British Home Championship de 1971 et 1975.

## Palmarès

### Comme joueur
- Dundee United :
  - Vainqueur de la Forfarshire Cup (en) en 1965

- Aberdeen :
  - Finaliste de la Coupe d'Écosse en 1967
  - Champion de Conférence Est et finaliste du championnat de la United Soccer Association (en) en 1967 (sous le nom des Washington Whips (en))

- Wolverhampton Wanderers :
  - Finaliste de la Coupe UEFA en 1972
  - Vainqueur de la Coupe de la Ligue anglaise en 1974
  - Champion de D2 anglaise en 1976-77
  - Vainqueur de la Texaco Cup en 1971

- Celtic :
  - Finaliste de la Coupe de la Ligue écossaise en 1978